# عرانه
عرانه (به لاتین: Arranah) یک روستا در دولت فلسطین است که در استان جنین واقع شده‌است. عرانه ۲٬۱۴۴ نفر جمعیت دارد.